# دنیای مکعب
دنیای مکعب (به انگلیسی: Cube World) یک بازی ویدئویی نقش‌آفرینی اکشن است که توسط پیکروما برای سیستم عامل مایکروسافت ویندوز ساخته و منتشر شده‌است. سازنده بازی (وُلفارم فون فانک) با نام مستعار وُلِی (Wollay) برنامه‌نویسی بازی را در جون ۲۰۱۱ شروع کرده و کمی بعد هم همسرش سارا با نام مستعار پیکسی (Pixxie) به او پیوست.
نسخه آلفا بازی در ۲ ژوئیه ۲۰۱۳ تنها برای مایکروسافت ویندوز منتشر شده اما نسخه‌های مک‌اواس و کنسول‌ها در برنامه آینده وَلی هستند. این بازی با ++C و دایرکت ایکس برنامه‌نویسی شده اما در نسخه‌های اولیه از اوپن‌جی‌ال استفاده می‌شد.

## گیم پلی
در دنیای مکعب بازیکن می‌تواند در دنیای بازی یک گردش بی‌پایان داشته باشد. دنیاها در بازی به‌طور تصادفی ساخته می‌شوند که شامل سیاهچال‌ها و غارهای زیرزمینی و قعله‌های فرا دنیوی هستند و همچنین دیارهای بسیاری از جمله دیار دشت، دیار برف، دیار بیابان و دیار اقیانوس در بازی وجود دارند. بازیکن برای گشتن سریعتر در محیط بازی
می‌تواند از هنگ گلایدر و قایق و حیوانات استفاده کند.
بازیکن می‌تواند چندین کارکتر با بخش کارکترسازی بسازد و نژاد و چهره آن‌ها را مشخص کند. همچنین بازیکن توانایی انتخاب یکی از چهار کلاس ۱. جنگجو ۲. سرکش ۳. تکاور ۴. جادوگر را دارد. در دنیای مکعب هیولاها و موجودات ساکنند که هر کدام را می‌توانید برای کسب تجربه (experience) که باعث قوی تر شدن ضربه‌ها و توانایی‌ها می‌شود، بکشید.
بازیکنان همچنین می‌توانند حیواناتی را مانند گوسفند، خوک و لاکپشت و … را به عنوان حیوان خانگی به کار برود. در بعضی موارد شما می‌توانید از آن‌ها سواری بگیرید که به شما کمک می‌کند سریعتر گردش کنید. در بازی می‌توانید جنگ‌افزارهای را بخرید مانند شمشیر، کمان، خنجر و مانند این‌ها.

## توسعه
وٌلی این بازی را با الهام از بازی‌های افسانه زلدا، راز مانا، دیابلو، دنیای وارکرافت و ماینکرفت ساخته‌است.
- ماینکرفت: ساخته شدن تصادفی دنیای بازی با بلاک‌ها.
- زلدا و راز مانا: سبک، گیم پلی و …
- دیابلو و دنیای وارکرافت: اِلمان‌های نقش‌آفرینی